# Smaesch Pfeffingen
Maillots
Le Sm'Aesch Pfeffingen est un club suisse de volley-ball fondé en 2000 et basé à Pfeffingen qui évolue pour la saison 2020-2021 en Ligue Nationale A féminine.

## Historique
Le Volleyball-Club Sm'Aesch Pfeffingen a été fondée le 27 janvier 2000 par la fusion des deux clubs VBC Aesch et VBC Pfeffingen.

## Palmarès
- Coupe de Suisse
  - Finaliste : 2006, 2008, 2017[4]2019.
- Championnat de Suisse
  - Finaliste : 2016[5]2017[6]2018[7]2019[8]
- Supercoupe de Suisse
  - Vainqueur : 2020[9]
  - Finaliste : 2016, 2017[10]2018[11]2019.